# Plestiodon anthracinus
Plestiodon anthracinus is een hagedis uit de familie skinken (Scincidae). 

## Naamgeving en indeling
De soort werd voor het eerst wetenschappelijk beschreven door Spencer Fullerton Baird in 1849. Later werd de naam Eumeces anthracinus gebruikt. De skink werd lange tijd tot het geslacht Eumeces gerekend en staat in veel literatuur bekend onder deze verouderde naam. De soortaanduiding anthracinus is afgeleid van het Oudgriekse bijvoeglijk naamwoord ἀνθράκινος, anthrákinos, dat 'steenkolen' betekent. In de Engelse taal wordt de soort 'kolenskink' genoemd. 

### Ondersoorten
Er zijn twee ondersoorten die zowel uiterlijk als in verspreidingsgebied niet veel verschillen, zie ook de kaart onder het kopje 'verspreiding en habitat'.
- 'Noordelijke' variatie (P. a. anthracinus); komt voor in de staten New York en Pennsylvania en heeft enkele geïsoleerde populaties in de Appalachen (blauw op de verspreidingskaart). Deze ondersoort heeft wat duidelijkere strepen, vooral de juvenielen maar ook volwassen dieren.[3]
- 'Zuidelijke' variatie (P. a. pluvialis); komt voor in het oostelijke Mexicaanse Golfkust in de staten Florida, Louisiana, Mississippi, Kansas, Missouri en Texas (oranje op de verspreidingskaart). Juveniele dieren hebben zeer lichte, nauwelijks waarneembare strepen op de rug.[3] Streken waar beide ondersoorten voorkomen zijn met groen aangegeven.

## Uiterlijke kenmerken
Plestiodon anthracinus bereikt een totale lichaamslengte inclusief staart van 12,5 tot bijna 18 centimeter. De skink behoort tot de zogenaamde vierstreepskinken vanwege de vier strepen aan de bovenzijde, een sterk gelijkende soort is Plestiodon tetragrammus. De kleur van de rug is bruin, en aan weerszijden van de rug lopen twee geelbruine strepen, evenals twee strepen op de onderzijde van de flank. Deze strepen lopen van vooraan de kop tot op de staart. Tussen de streep op de rug en die aan de onderzijde van de flank is de kleur veel donkerder dan op de rug, meestal bijna zwart. De staart is relatief lang en dik, de poten zijn vrij klein en de schubben hebben een gladde structuur. Tijdens de paartijd zijn de zijkanten van de kop van de mannetjes in een aantal streken roodachtig gekleurd.

## Verspreiding en habitat

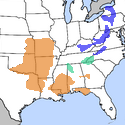
Verspreiding van de twee ondersoorten P.a. anthracinus (blauw), P.a. pluvialis (oranje) en gemengde populaties (groen).

Plestiodon anthracinus komt voor in het oosten van de Verenigde Staten, het verspreidingsgebied verschilt per ondersoort. Alleen in de staten Alabama en Georgia komen beide ondersoorten voor. De skink leeft in open gebieden met een houtige begroeiing en veel bladeren of vegetatie waarin gescholen kan worden. De voorkeur gaat uit naar plaatsen waar enkele stenen boven het maaiveld uitsteken zodat de hagedis een zonnebad kan nemen en tegelijkertijd de omgeving in de gaten kan houden.
Stenige hellingen, weilanden en bosranden zijn geschikte biotopen. Plestiodon anthracinus komt vaak voor in de buurt van vennetjes en heldere stroompjes.

## Levenswijze
De paring vindt plaats in de lente of vroege zomer, er worden ongeveer 8 of 9 eitjes gelegd. Zoals bijna alle Eumeces-soorten hebben de juvenielen een helder blauwe staart om vijanden af te leiden maar deze kleur vervaagt naarmate ze ouder worden. Het voedsel bestaat uit insecten en andere kleine ongewervelden.
De hagedis wordt zelf gegeten door verschillende andere dieren, zoals rovende zoogdieren, roofvogels en slangen. Bij gevaar kan de skink in het water duiken en zich enige tijd verschuilen onder ondiep gelegen stenen op de bodem.